# V-u-den
v-u-den (jap. 美勇伝, Biyūden, auch romanisiert als Biyuuden oder Viyuden) war eine Band unter dem Hello! Project. Der Name setzt sich aus den japanischen Schriftzeichen für Schönheit (美, bi), Mut (勇, yū) und Legende (伝, den) zusammen.

## Werdegang
Gegründet wurde die Gruppe, nachdem Rika Ishikawa ihre vorherige Gruppe Morning Musume 2004 verlassen hatte. Obwohl sich ihre Singles nicht so gut verkauften wie die anderer Gruppen, gehörte v-u-den zeitweise zu den beschäftigtsten Bands im Hello! Projects, mit eigenen Fernseh- und Radioshows sowie Auftritten in Filmen. Im Juni 2008 wurde die Gruppe aufgelöst.
2009 gab es ein Revival der Gruppe unter dem Namen Zoku v-u-den (続·美勇伝) mit drei neuen Mitgliedern. Sie veröffentlichten ein Lied auf einer Kompilation. Seitdem pausiert die Gruppe. Das letzte aktive Mitglied, Risako Sugaya, verließ 2015 das Hello! Project.

## Mitglieder

### Erste Generation
- Rika Ishikawa (石川梨華, Morning Musume)
- Erika Miyoshi (三好絵梨香, Gewinnerin eines Hello! Project Castings)
- Yui Okada (岡田唯, Hello! Pro Egg)

### Zweite Generation (Zoku v-u-den)
- Sayumi Michishige (道重さゆみ, Morning Musume)
- Junjun (ジュンジュン, Morning Musume)
- Risako Sugaya (菅谷梨沙子, Berryz Kobo)

## Diskografie

### Studioalben
| Jahr | Titel                                                                            | Höchstplatzierung, Gesamtwochen, AuszeichnungChartsChartplatzierungen (Jahr, Titel, Platzierungen, Wochen, Auszeichnungen, Anmerkungen) | Anmerkungen                                                  |
| Jahr | Titel                                                                            | JP | Anmerkungen                                                  |
| ---- | -------------------------------------------------------------------------------- | --- | ------------------------------------------------------------ |
| 2005 | Suite Room Number 1 (スイートルームナンバー1)                                    | JP14 (3 Wo.)JP | Erstveröffentlichung: 26. Oktober 2005 Verkäufe JP: + 17.298 |
| 2007 | v-u-den Single Best 9 Vol.1 Omaketsuki (美勇伝 シングルベスト9 Vol.1 おまけつき) | JP36 (2 Wo.)JP | Erstveröffentlichung: 21. November 2007 Verkäufe JP: + 7.246 |

### Singles
| Jahr | Titel Album                                                    | Höchstplatzierung, Gesamtwochen, AuszeichnungChartsChartplatzierungen (Jahr, Titel, Album, Platzierungen, Wochen, Auszeichnungen, Anmerkungen) | Anmerkungen                                                    |
| Jahr | Titel Album                                                    | JP | Anmerkungen                                                    |
| ---- | -------------------------------------------------------------- | --- | -------------------------------------------------------------- |
| 2004 | Koi no Nukegara (恋のヌケガラ) –                               | JP6 (4 Wo.)JP | Erstveröffentlichung: 23. September 2004                       |
| 2005 | Katchoii ze! Japan (カッチョイイゼ！Japan) –                   | JP16 (4 Wo.)JP | Erstveröffentlichung: 2. März 2005 Verkäufe JP: + 18.531       |
| 2005 | Ajisai Ai Ai Monogatari (紫陽花アイ愛物語) –                   | JP10 (4 Wo.)JP | Erstveröffentlichung: 25. Mai 2005 Verkäufe JP: + 30.031       |
| 2005 | Hitorijime (ひとりじめ) –                                      | JP17 (3 Wo.)JP | Erstveröffentlichung: 10. August 2005 Verkäufe JP: + 14.796    |
| 2005 | Kurenai no Kisetsu (クレナイの季節) –                          | JP14 (3 Wo.)JP | Erstveröffentlichung: 5. Oktober 2005 Verkäufe JP: + 14.192    |
| 2006 | Issai Gassai Anata ni∮A.ge.ru♪ (一切合切 あなたに∮あ·げ·る♪) – | JP16 (3 Wo.)JP | Erstveröffentlichung: 10. Mai 2006 Verkäufe JP: + 13.286       |
| 2006 | Aisu Cream to My Purin (愛すクリ〜ムとMyプリン) –              | JP11 (3 Wo.)JP | Erstveröffentlichung: 22. November 2006 Verkäufe JP: + 14.192  |
| 2007 | Koisuru♡Angel♡Heart (恋する♡エンジェル♡ハート) –               | JP17 (3 Wo.)JP | Erstveröffentlichung: 23. Mai 2007 Verkäufe JP: + 10.873       |
| 2007 | Jaja Uma Paradise (じゃじゃ馬パラダイス) –                     | JP21 (4 Wo.)JP | Erstveröffentlichung: 26. September 2007 Verkäufe JP: + 10.236 |
| 2008 | Nanni mo Iwazu ni I Love You (なんにも言わずにI Love You) –    | JP10 (3 Wo.)JP | Erstveröffentlichung: 23. April 2008 Verkäufe JP: + 15.949     |